# Flochová
Flochová (1316,9 m n. m.) je nejvyšší hora Kremnických vrchů. Leží v hlavním hřebeni v severní části pohoří a její vrchol je částečně zalesněný. Rozsáhlý masív je sedlem Flochovej rozdělen na samotnou Flochovou a jen o 4 metry nižší Svrčinník.

## Přístup
- po zelené  značce z Turčianských Teplic přes Čremošné a Čiernou vodu
- po zelené  značce ze sedla Flochovej
- po červené  značce ze sedla Malý Šturec přes sedlo Flochovej